# Vincent Cassel
Pour les articles homonymes, voir Cassel et Crochon.
Vincent Cassel, né Vincent Crochon le 23 novembre 1966 à Paris, est un acteur, réalisateur et producteur français. 
En 1995, il acquiert une renommée internationale pour son rôle dans La Haine de Matthieu Kassovitz, qui lui permet d'être doublement nommé aux César dans les catégories « Meilleur acteur » et « Meilleur espoir masculin ». Nommé à sept reprises dans sa carrière, il obtient le César du meilleur acteur en 2009 pour son interprétation de Jacques Mesrine dans le diptyque L'Instinct de mort et pour L'Ennemi public no 1.
Vincent Cassel est apparu dans de nombreuses superproductions telles que Les Rivières pourpres (2000), Le Pacte des Loups (2001), Ocean's Twelve (2004), Black Swan (2010) ou Les Trois Mousquetaires (2023). Il a joué également dans Sur mes lèvres (2001), La Belle et la Bête (2014) Mon roi (2015), Juste la fin du monde (2016) ou Hors normes (2019). Sa carrière l'a amené à tourner avec de nombreux cinéastes reconnus, notamment Jacques Audiard, Christophe Gans, Xavier Dolan, Steven Soderbergh, Darren Aronofsky, Maïwenn, Éric Toledano, Olivier Nakache et David Cronenberg.

## Biographie

### Jeunesse et révélation (années 1990)
Vincent Cassel naît en 1966 à Paris sous le nom d'état civil de Vincent Crochon, du comédien Jean-Pierre Cassel et de la journaliste Sabine Cassel-Lanfranchi, originaire de Vezzani en Corse, ancienne rédactrice en chef des pages gastronomiques du Elle américain. Son frère Mathias Cassel est connu sous le nom de « Rockin' Squat », fondateur du groupe de rap français Assassin, et sa demi-sœur, la comédienne et chanteuse Cécile Cassel, sous le nom de « HollySiz ». En juillet 2011, il est autorisé, ainsi que ses enfants, à prendre le patronyme de « Cassel ».
Il effectue sa scolarité à la Maîtrise, internat se situant à Montmartre, puis à l'École des Roches à Verneuil-sur-Avre et au Centre international de Valbonne.
Il suit les cours de la chanteuse d'opérette Suzanne Sorano et les cours d'acrobatie de l'École du cirque d'Annie Fratellini. Il prend des cours de comédie à l'Actors' Institute de New York et à Atelier Blanche Salant & Paul Weaver-Atelier International de Théâtre. Puis, à Paris, il rejoint le « Grenier Maurice Sarrazin », le cours de Maurice Sarrazin, fondateur du Grenier de Toulouse.
Il est révélé comme acteur durant les années 1990 par le jeune réalisateur Mathieu Kassovitz, avec La Haine (1995) et Les Rivières pourpres (2000). Il s'impose alors comme l'un des visages emblématiques d'un cinéma français avant-gardiste, voire expérimental : Le Pacte des loups (2001), de Christophe Gans, Sur mes lèvres (2001), de Jacques Audiard , Dobermann (1997) et Blueberry, l'expérience secrète (2004), deux longs-métrages de Jan Kounen ou encore Irréversible (2002), de Gaspar Noé.
Il fait ses débuts à l'écran avec Les Clés du paradis de Philippe de Broca en 1991. Il se fait ensuite connaître du grand public avec le rôle de Vinz qu'il incarne dans La Haine de Mathieu Kassovitz en 1995, obtenant une nomination pour le César du meilleur espoir masculin et le César du meilleur acteur la même année.
C'est sur le tournage de L'Appartement, l'année suivante, qu'il rencontre sa future femme, l'actrice Monica Bellucci. Il interprète en 1997 un des rôles principaux dans Embrasse-moi Pasqualino ! (Come mi vuoi, littéralement Comme tu me veux), une comédie dramatique franco-italienne de Carmine Amoroso. Il joue le personnage principal du film Dobermann, réalisé par Jan Kounen, la même année, avec Monica Bellucci. Vincent Cassel fait également partie des comédiens doublant la voix de Hugh Grant dans les versions françaises de ses films.
Il tourne dans de grosses productions hexagonales en 2000 avec Le Pacte des loups et Les Rivières pourpres, où il retrouve son compère Mathieu Kassovitz. En 2001, il obtient une deuxième nomination aux César pour son rôle d'ancien détenu dans Sur mes lèvres de Jacques Audiard. Il enchaîne avec deux productions risquées en 2002 : le thriller psychologique Irréversible, de Gaspar Noé (qu'il produit également), et l'ambitieuse expérience esthétique et spirituelle Blueberry, l'expérience secrète, de Jan Kounen. Il double également le personnage de Diego le smilodon dans le film d'animation à succès L'Âge de glace. Cette reconnaissance lui permet de percer à Hollywood.

### Entre Hollywood et la France (années 2000)

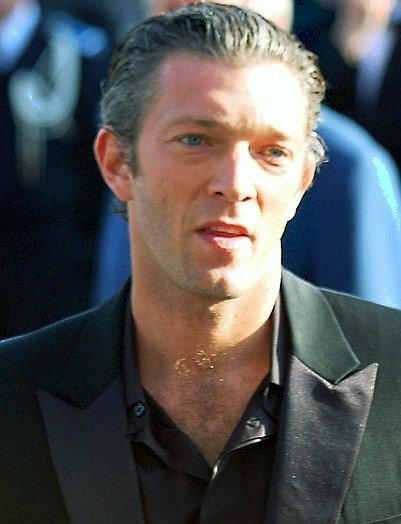
L'acteur maitre de cérémonie au Festival de Cannes 2006.

Par la suite, il débute à Hollywood grâce à des seconds rôles dans des grosses productions : il joue les français de service dans les comédies de braquage Ocean's Twelve (2004) et Ocean's Thirteen (2007), de Steven Soderbergh ; tourne avec David Cronenberg les thrillers Les Promesses de l'ombre (2007) et A Dangerous Method (2011) ; figure dans la distribution du thriller psychologique Black Swan (2010), de Darren Aronofsky ; il joue aussi dans Trance (2013), de Danny Boyle et Jason Bourne (2016), de Paul Greengrass.
En France, dans le même temps, il enchaîne d'abord deux échecs critiques et commerciaux : celui en 2004 du thriller policier Agents secrets, qui met en scène son couple avec Monica Bellucci, cette fois devant la caméra de Frédéric Schoendoerffer ; puis en 2007 de la satire de Jean-Jacques Annaud Sa Majesté Minor, dont il partage l'affiche avec José Garcia avant de revenir en puissance en 2008, lorsqu'il tourne et défend l'ambitieux diptyque français Mesrine, L'Instinct de mort et L'Ennemi public no 1, où il interprète le rôle du célèbre gangster Jacques Mesrine. Sa performance lui vaut le César du meilleur acteur lors de la cérémonie 2009,,.
Il conclut cette décennie avec des projets tout aussi remarqués : en 2010, il porte le drame français Notre jour viendra, réalisation du jeune Romain Gavras. Il produit le long-métrage, dans lequel il apparaît le crâne et les sourcils complètement rasés pour les besoins du rôle. Il tient aussi un second rôle dans l'oscarisé thriller psychologique américain Black Swan, de Darren Aronofsky, où il interprète un chorégraphe tyrannique face à Natalie Portman.
Durant les années 2010, il tourne davantage en Europe.

### Cinéma européen (années 2010)

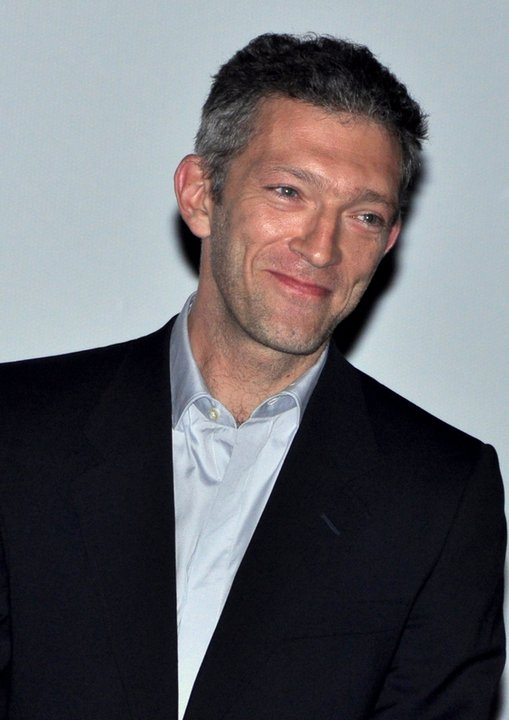
À l'avant-première du thriller franco-espagnol Le Moine, en 2011.

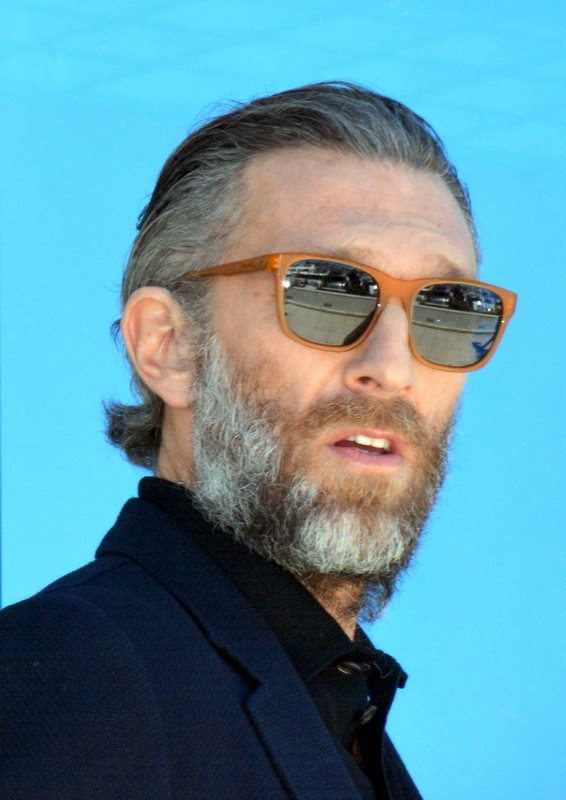
Puis au Festival de Cannes 2016, pour Juste la Fin du Monde.

Dès 2009, il est à l'affiche de la comédie dramatique brésilienne À Deriva (2009), d'Heitor Dhalia ; puis il fait confiance au cinéaste Dominik Moll, révélé en 1995 par son deuxième film, le thriller psychologique Harry, un ami qui vous veut du bien, pour le diriger dans le drame historique franco-espagnol Le Moine, sorti en 2011.
Il retrouve ensuite David Cronenberg et Viggo Mortensen pour une coproduction canado-européenne, le drame historique A Dangerous Method, sorti en 2013. La même année, c'est le britannique et oscarisé Danny Boyle qui le dirige dans le thriller psychologique anglais Trance, face à James McAvoy et Rosario Dawson.
En 2014, il retrouve Christophe Gans pour la superproduction française La Belle et la Bête, où il prête ses traits à la moitié bestiale du long-métrage. Il produit aussi le long-métrage.
2015 est une année chargée pour l'acteur qui est à l'affiche de cinq films. À l'étranger, il fait partie de la large distribution entourant Tom Hardy pour le thriller anglo-américain Enfant 44 et joue un gourou pour le drame australien Partisan. Il joue enfin dans la coproduction internationale horrifique Tale of Tales, de l'italien Matteo Garrone.
En France, il défend la comédie dramatique Un moment d'égarement pour laquelle il retrouve Jean-François Richet, sept ans après Mesrine : l'ennemi public n° 1. Et se fait diriger par Maïwenn, et face à Emmanuelle Bercot, pour le drame Mon roi, présenté en sélection officielle au Festival de Cannes. Sa performance lui vaut une nomination au César du meilleur acteur en 2016. Enfin, il prête sa voix au renard dans l'ambitieux film d'animation français Le Petit Prince adapté du roman éponyme de Antoine de Saint-Exupéry.
Il revient aussi à Hollywood, le temps de tourner les scènes du blockbuster d'action Jason Bourne, coécrit et réalisé par Paul Greengrass.
Les années suivantes, il alterne productions francophones et italiennes : en 2017, il est la tête d'affiche du biopic Gauguin : Voyage de Tahiti, d'Edouard Duluc, mais apparait aussi dans O Filme da Minha Vida, de Selton Mello. Il crée la polémique pendant la promotion de Gauguin : Voyage de Tahiti en minimisant les actes pédocriminels commis par le peintre dont il interprète le rôle’.
La même année, il joue le violent et irascible Antoine dans Juste la Fin du Monde de Xavier Dolan, rôle qui lui vaut d'être nommé pour le César du meilleur acteur dans un second rôle à la 42e cérémonie des César et d'être lauréat du prix Écrans canadiens du meilleur acteur dans un second rôle.
En 2018, il partage l'affiche du polar Fleuve noir, d'Erick Zonca, avec Romain Duris. Mais il joue aussi dans Le Grand Cirque mystique (2018), de Carlos Diegues.
Il retrouve aussi Jean-François Richet pour incarner l'ex-bagnard et futur chef de la police napoléonienne Eugène-François Vidocq dans la grosse production française L'Empereur de Paris, dont le tournage a eu lieu un an plus tôt.
En 2019, il interprète le rôle principal du film Hors normes, réalisé par Olivier Nakache et Éric Toledano. Il y joue le rôle d'un responsable d'une association prenant en charge des autistes.

### Années 2020
Vincent Cassel rejoint la distribution de la série futuriste Westworld à partir de 2020, l’occasion pour lui de donner la réplique aux actrices Evan Rachel Wood et Thandiwe Newton. Dans le film d’horreur Underwater, qui reçoit des critiques mitigées et est un échec au box-office, il incarne avec Kristen Stewart un des survivants de la catastrophe qui sont confrontés à des créatures voraces.
Il se trouve par la suite dans la comédie française Le Bonheur des uns..., réalisé par Daniel Cohen. Mais malgré une distribution cinq étoiles – Bérénice Béjo, Cassel lui-même, Florence Foresti et François Damiens –, ce film caricatural et jugé sans nuance ne parvient pas à convaincre les critiques.
Dans Astérix et Obélix : L'Empire du Milieu, l’acteur incarne Jules César. La même année, il joue le rôle de Gabriel Delage dans la série télévisée franco-anglaise Liaison, aux côtés d’Eva Green, qu'il retrouve dans Les Trois Mousquetaires : D'Artagnan et Les Trois Mousquetaires : Milady.

### Vie privée
Vincent Cassel a été marié à l'actrice italienne Monica Bellucci, rencontrée en 1995 sur le tournage du film L'Appartement. Ils ont deux filles, Deva et Léonie, nées à Rome en 2004 et 2010,. Le 26 août 2013, ils se séparent après dix-huit ans de vie commune.
À partir de 2015, il partage sa vie avec Tina Kunakey, mannequin, de 31 ans sa cadette,. Le 24 août 2018, le couple se marie à Bidart, dans les Pyrénées-Atlantiques. Ils sont parents d'une fille, Amazonie, née en 2019. Ils se séparent fin 2023.
En septembre 2024, il attend un enfant avec le mannequin brésilien Narah Baptista, de 30 ans sa cadette. Le 7 janvier 2025 naît leur fils Caetano.
Vincent Cassel est un adepte de la capoeira, un art martial et une danse brésilienne, ce qu'il démontre notamment dans une scène de Ocean's Twelve mais aussi dans un documentaire qu'il a coproduit, Capoeira, les guerriers de la danse.

## Engagement écologique
En 2011, Vincent Cassel est l'un des soutiens célèbres de la pétition du chef Raoni contre le barrage de Belo Monte. L'année suivante, il confirme son engagement auprès du chef amazonien en tournant un spot de sensibilisation avec Jan Kounen pour Planète Amazone afin de dénoncer la participation d'entreprises européennes à la déforestation de l'Amazonie et les impacts de Belo Monte sur les peuples indigènes. C'est la première fois de sa carrière qu'il accepte de soutenir publiquement une cause.

## Filmographie

### Acteur

#### Cinéma

##### Longs métrages
- 1988 : Les cigognes n'en font qu'à leur tête de Didier Kaminka : Pierre
- 1991 : Les Clés du paradis de Philippe de Broca : le garçon de café
- 1992 : Métisse de Mathieu Kassovitz : Max
- 1994 : Ainsi soient-elles de Lisa Azuelos et Patrick Alessandrin : Éric
- 1994 : Jefferson à Paris (Jefferson in Paris) de James Ivory : Camille Desmoulins
- 1994 : Adultère (mode d'emploi) de Christine Pascal : Bruno Corteggiani
- 1995 : La Haine de Mathieu Kassovitz : Vinz
- 1996 : L'Appartement de Gilles Mimouni : Max
- 1996 : L'Élève d'Olivier Schatzky : Julien
- 1997 : Embrasse-moi Pasqualino ! de Carmine Amoroso : Pasquale
- 1997 : Dobermann de Jan Kounen : Yann Le Pentrec alias « Dobermann »
- 1997 : Le Plaisir (et ses petits tracas) de Nicolas Boukhrief : Michael
- 1998 : Elizabeth de Shekhar Kapur : Duc d'Anjou
- 1999 : Méditerranées de Philippe Bérenger : Pitou
- 1999 : Jeanne d'Arc de Luc Besson : Gilles de Rais
- 1999 : Hôtel Paradiso, une maison sérieuse (Guest House Paradiso) d'Adrian Edmondson : Gino Bolognese
- 2000 : Les Rivières pourpres de Mathieu Kassovitz : Max Kerkérian
- 2001 : Le Pacte des loups de Christophe Gans : Jean-François de Morangias
- 2001 : Nadia (Birthday Girl) de Jez Butterworth : Alexei
- 2001 : Sur mes lèvres de Jacques Audiard : Paul Angeli
- 2002 : Irréversible de Gaspar Noé : Marcus
- 2003 : The Reckoning de Paul McGuigan : Lord de Guise
- 2004 : Blueberry, l'expérience secrète de Jan Kounen : Mike Blueberry
- 2004 : Agents secrets de Frédéric Schoendoerffer : le capitaine Georges Brisseau
- 2004 : Ocean's Twelve de Steven Soderbergh : François Toulour "le renard de la nuit"'
- 2005 : Dérapage (Derailed) de Mikael Håfström : Philippe Laroche
- 2006 : Sheitan de Kim Chapiron : Joseph
- 2007 : Ocean's Thirteen de Steven Soderbergh : François Toulour "le renard de la nuit"
- 2007 : Sa Majesté Minor de Jean-Jacques Annaud : Satyre
- 2007 : Les Promesses de l'ombre (Eastern promises) de David Cronenberg : Kirill
- 2008 : L'Instinct de mort de Jean-François Richet : Jacques Mesrine
- 2008 : L'Ennemi public no 1 de Jean-François Richet : Jacques Mesrine
- 2009 : À Deriva d'Heitor Dhalia : Mathias
- 2010 : Notre jour viendra de Romain Gavras : Patrick
- 2010 : Black Swan de Darren Aronofsky : Thomas Leroy
- 2011 : Le Moine de Dominik Moll : Capucin Ambrosio
- 2011 : A Dangerous Method de David Cronenberg : Otto Gross
- 2013 : Trance de Danny Boyle : Franck
- 2014 : La Belle et la Bête de Christophe Gans : La Bête
- 2014 : Rio, I Love You, segment A Musa de Fernando Meirelles : Zé
- 2015 : Partisan de Ariel Kleiman : Gregori
- 2015 : Enfant 44 de Daniel Espinosa : le major Kuzmin
- 2015 : Un moment d'égarement de Jean-François Richet : Laurent
- 2015 : Tale of Tales de Matteo Garrone : Roi de Strongcliff
- 2015 : Mon roi de Maïwenn : Georgio
- 2016 : Jason Bourne de Paul Greengrass : l'atout de la CIA
- 2016 : Juste la fin du monde de Xavier Dolan : Antoine
- 2017 : Gauguin : Voyage de Tahiti d'Édouard Deluc : Paul Gauguin
- 2017 : Le Film de ma vie (O filme da minha vida) de Selton Mello : Nicolas Terranova
- 2018 : Fleuve noir d'Erick Zonca : François Visconti
- 2018 : O Grande Circo Místico de Carlos Diegues : Jean-Paul
- 2018 : Le monde est à toi de Romain Gavras : Henri
- 2018 : L'Empereur de Paris de Jean-François Richet : Eugène-François Vidocq
- 2018 : Default de Choi Kook-hee : Michel Camdessus
- 2019 : Hors normes d'Olivier Nakache et Éric Toledano : Bruno
- 2020 : Underwater de William Eubank : le capitaine W. Lucien
- 2020 : Le Bonheur des uns... de Daniel Cohen : Marc
- 2023 : Astérix et Obélix : L'Empire du Milieu de Guillaume Canet : Jules César
- 2023 : Les Trois Mousquetaires : D'Artagnan de Martin Bourboulon : Athos
- 2023 : Les Trois Mousquetaires : Milady de Martin Bourboulon : Athos
- 2024 : Damaged de Terry McDonough : Bravo
- 2024 : Les Linceuls (The Shrouds) de David Cronenberg : Karsh
- 2024 : Saint-Ex de Pablo Agüero : Henri Guillaumet
- 2025 : The Opera! de David Livermore et Paolo Gep Cucco : Charon
- 2025 : Banger de So Me : Scorpex
- 2025 : Sacrifice de Romain Gavras : Braken

##### Courts métrages
- 1992 : Un dimanche sans ailes d'Anthony Souter
- 1994 : Putain de porte de Delphine Quentin et Jean-Claude Flamand
- 1994 : Tina et le Revolver de Romain Baboeuf
- 1994 : Elle voulait faire quelque chose de Dodine Herry-Grimaldi
- 1995 : Valse nocturne de Christopher Barry
- 1998 : Compromis de Sébastien Sort
- 1999 : Dear Father de Olivier Megaton
- 1999 : Capoeïra,les guerriers de la danse de Christophe Bernard, présentateur et coproducteur.
- 1998 : Article premier de Mathieu Kassovitz
- 2001 : Les Frères Wanted 2 : La barbichette de Kim Chapiron
- 2001 : Les Frères Wanted 3 : Le Chat de la Grand-mère d'Abdelkrim de Kim Chapiron
- 2015 : Violence en réunion de Karim Boukercha[29]

#### Télévision

##### Séries télévisées
- 1988 : La Belle Anglaise de Jacques Besnard : ?
- 1992 : Warburg, le banquier des princes (Warburg : A man of influence) de Moshé Mizrahi : ? (mini-série)
- 1993 : Les Intrépides (saison 1, épisode 13 : Cow Girl) : Bertrand, le kidnappeur
- 1994 : 3000 scénarios contre un virus : La Teuf d’enfer de Patrice Cazes (segment La teuf d'enfer) : ?
- 1994 : Le juge est une femme de Claude Grinberg : Corsini
- 1995 : C'est mon histoire : Soif d'en sortir de Pierre Joassin : ?
- 1995 : Aventure dans le Grand Nord de Gilles Carle : Pastamoo (épisode : Le sang du chasseur)
- 2007 : Lascars de Roch Lener, Philippe Gompel et Noel Kaufmann : voix du Gaffeur
- 2011 : Platane, d'Éric Judor : lui-même (saison 1, épisode 8 : La fois où il a changé de carte de visite)
- 2011 : Belmondo, itinéraire... de Vincent Perrot et Jeff Domenech : témoignage
- 2020 : Westworld de Jonathan Nolan et Lisa Joy : Serac (saison 3)
- 2023 : Liaison, réalisée par Stephen Hopkins, créée par Virginie Brac : Gabriel Delage
- 2024 : Fiasco, réalisée par Igor Gotesman, créée par Igor Gotesman

##### Téléfilms
- 1991 : Les Dessous de la passion de Jean Marbœuf : le photographe Christopher
- 1992 : Amour et Chocolat de Josée Dayan : Dédé
- 1993 : Dose mortelle, de Joyce Buñuel : ...

#### Doublage

##### Films
- Hugh Grant dans :
  - Quatre mariages et un enterrement de Mike Newell (1994) : Charles
  - Neuf mois aussi de Chris Columbus (1995) : Samuel Faulkner

##### Films d'animation
- 1998 : Scooby-Doo sur l'île aux zombies : James Rivières
- 2000 : Shrek : Robin des Bois (VO et VF)
- 2002 : L'Âge de glace : Diego
- 2005 : Robots : Rodney
- 2006 : L'Âge de glace 2 : Diego
- 2009 : Lascars : Tony Merguez
- 2009 : L'Âge de glace 3 : Le Temps des dinosaures : Diego
- 2010 : Planète 51 : Chuck Baker
- 2012 : L'Âge de glace 4 : La Dérive des continents : Diego
- 2015 : Le Petit Prince : le renard
- 2016 : L'Âge de glace : Les Lois de l'Univers : Diego
- 2022 : L'Âge de glace : Les Aventures de Buck Wild : Diego
- 2022 : Vaillante : Shawn Nolan

##### Jeux vidéo
- 2003 : Ghosthunter : l'agent Lazarus Jones
- 2024 : Tekken 8 : Victor Chevalier

### Voix off
- 2004 : Writers - 20 ans de graffiti à Paris
- 2010 : Les Grandes Migrations  de David Hamling

### Publicité
- 2011 : Anti pauvreté (Etats-Unis) : The F word

### Clips (apparitions)
- 1988 : Bonne bonne humeur ce matin de Tristam Nada où il apparaît en tant que choriste.
- 2000 : Touche d'Espoir du groupe Assassin.
- 2004 : Thé à la menthe du groupe La Caution. (Présent dans la bande originale du film Ocean 12)
- 2007 : La Réalité d'Amadou et Mariam
- 2007 : Fos a Peyi la de Admiral T, réalisé par Vianney Sotes
- 2010 : Quitte-moi d'Oxmo Puccino, réalisé par Kim Chapiron
- 2011 : Disque de lumière de Rockin'Squat, réalisé par Mohamed Mazouz et Mathias Cassel
- 2016 : Cheveux blancs de Black M

### Réalisateur
- 1997 : Shabbat night fever (court-métrage) (+ scénariste)
- 1998 : Echantillon 97 (court-métrage)

### Producteur
Vincent Cassel produit et coproduit des réalisations audiovisuelles à travers sa société de production 120 Films,. Il coproduit également nombre des films dans lesquels il joue.
 Sauf indication contraire, les informations mentionnées dans cette section peuvent être confirmées par la base de données cinématographiques IMDb,  présente dans la section « Liens externes ».
- 1997 : Shabbat night fever (court-métrage)
- 1999 : Capoiera, les guerriers de la danse[32],[25]
- 2002 : Irréversible
- 2006 : Sheitan
- 2010 : Notre jour viendra
- 2014 : La Belle et la Bête
- 2016 : Juste la fin du monde de Xavier Dolan (non crédité en tant que coproducteur)

## Théâtre
- 1985 : Les Oiseaux d'Aristophane, mise en scène Jean-Louis Barrault, Théâtre du Rond-Point
- 1986 : Théâtre de foire, d'après Alain-René Lesage et d'Orneval, mise en scène Jean-Louis Barrault, Théâtre du Rond-Point
- 1990 : Bistro de Jacques-Henri Pons, mise en scène Jean-Marc Boeglin, Festival d'Avignon
- 1990-1991 : Bal-trap de Xavier Durringer, mise en scène de l'auteur, tournée
- 1992 : Le Pointeur de Kevin Cotter, mise en scène Anthony Souter, Le Guichet Montparnasse
- 1996 : Une petite entaille de Xavier Durringer, mise en scène de l'auteur, Théâtre du Rond-Point

## Distinctions

### Récompenses
- Festival du film d'aventures de Valenciennes 2002 : Lauréat du Prix d'honneur Patrick Dewaere
- Brutus 2007 : meilleur acteur pour Sheitan
- Festival international du film de Tōkyō 2008 : Prix du meilleur acteur pour L'Instinct de mort et pour L'Ennemi public no 1
- César 2009 : César du meilleur acteur pour L'Instinct de mort et pour L'Ennemi public nº 1
- Globe de cristal 2009 : Meilleur acteur pour L'Instinct de mort et pour L'Ennemi public nº 1
- Lumières 2009 : Lumière du meilleur acteur pour L'Instinct de mort et pour L'Ennemi public nº 1
- Étoiles d'or du cinéma français 2009 : Étoile d'or du premier rôle masculin français pour L'Instinct de mort et pour L'Ennemi public nº 1
- Prix Écrans canadiens 2017 : meilleur acteur de soutien dans Juste la fin du monde

### Nominations
- César 1996 : meilleur espoir masculin et  meilleur acteur pour La Haine
- César 2002 : meilleur acteur pour Sur mes lèvres
- Italian Online Movie Awards 2008 : meilleur acteur dans un second rôle pour Les Promesses de l'ombre
- Sannio FilmFest 2009 : meilleur acteur pour L'Instinct de mort et pour L'Ennemi Public no 1
- Irish Film and Television Awards 2010 : meilleur acteur international pour L'Ennemi public n° 1
- Central Ohio Film Critics Association Awards 2011 : Meilleure distribution pour Black Swan partagé avec Barbara Hershey, Mila Kunis, Natalie Portman et Winona Ryder
- Chlotrudis Awards 2011 : Meilleur acteur pour L'Instinct de mort
- Fangoria Chainsaw Awards 2011 : meilleur acteur dans un second rôle pour Black Swan
- Italian Online Movie Awards 2011 : meilleur acteur dans un second rôle pour Black Swan
- Screen Actors Guild Awards 2011 : Meilleure distribution pour Black Swan partagé avec Barbara Hershey, Mila Kunis, Natalie Portman et Winona Ryder
- Vancouver Film Critics Circle Awards 2012 : meilleur acteur dans un second rôle pour A Dangerous Method
- Australian Film Critics Association Awards 2016 : meilleur acteur pour Partisan
- César 2016 : meilleur acteur pour Mon roi
- César 2017 : meilleur acteur dans un second rôle pour Juste la fin du monde
- César 2020 : meilleur acteur pour Hors normes

### Décoration
- Chevalier de l'ordre national du Mérite (2008)[33]